# Danja
Floyd Nathaniel Hills, más conocido como Danja, es un productor musical, compositor y cantautor estadounidense, ganador de un Grammy.

## Historia
Hills nació en Virginia y aprendió a tocar el bajo y el piano a sus tempranos 10 años de edad.
En el 2001 un encuentro inesperado con Timbaland le dio la posibilidad de hacer música para él. Dos años más tarde, Timbaland invitó a Danja a trabajar en su estudio en Miami.

## Carrera
Danja ha coproducido un amplio repertorio de canciones junto a Timbaland, quien gracias a éstas regresó a la fama en el 2006. Las principales producciones del dúo, incluye a los sencillos "Promiscuous" y "Say it right" de Nelly Furtado, y "SexyBack", "What goes around..." y "My love" de Justin Timberlake, entre otras, como "Love story" by Katharine McPhee, "Innocence" y "Earth Intruders" de Björk, y "Give it to me" y "The way i are" del propio Timbaland. En el 2007 Danja produjo en solitario "Wonder woman" de Trey Songz y "Gimme More" de Britney Spears, el exitoso sencillo del regreso de la cantante. Él también produjo "Break the Ice", el último sencillo de Blackout. Aún más recientemente, en el 2008, Danja coprodujo "4 Minutes" de Madonna con Justin Timberlake, y produjo canciones para los álbumes Welcome to the dollhouse de las Danity Kane, E=MC² de Mariah Carey y Here I Stand de Usher.
Actualmente se encuentra trabajando en los próximos álbumes de Eve, Simple Plan, Keri Hilson, JC Chasez, Missy Elliott, Christina Milian, Antonella Barba, Nikki Flores y Trey Songz; y  trabajò en Circus de Britney Spears.

## Principales sencillos producidos y coproducidos por Danja
Sencillos producidos por Danja
| Artista principal | Álbum                   | Año  | Sencillo                                | Posicionamientos  | Posicionamientos          | Posicionamientos    | Posicionamientos   | Posicionamientos        | Posicionamientos     | Posicionamientos         |
| Artista principal | Álbum                   | Año  | Sencillo                                | América           | América                   | Europa              | Europa             | Europa                  | Oceanía              | Oceanía                  |
| Artista principal | Álbum                   | Año  | Sencillo                                | Bandera de Canadá | Bandera de Estados Unidos | Bandera de Alemania | Bandera de Francia | Bandera del Reino Unido | Bandera de Australia | Bandera de Nueva Zelanda |
| ----------------- | ----------------------- | ---- | --------------------------------------- | ----------------- | ------------------------- | ------------------- | ------------------ | ----------------------- | -------------------- | ------------------------ |
| Britney Spears    | Blackout                | 2007 | "Gimme More"                            | 1                 | 3                         | 7                   | 5                  | 3                       | 3                    | 15                       |
| Keri Hilson       | In a Perfect World...   | 2009 | "Knock You Down" con Kanye West y Ne-Yo | 9                 | 3                         | 30                  | —                  | 5                       | 24                   | 1                        |
| JoJo              | Tercer álbum de estudio | 2012 | "Sexy to Me"                            | —                 | —                         | —                   | —                  | —                       | —                    | —                        |

Sencillos coproducidos por Danja
| Artista principal | Álbum                | Año  | Sencillo                                       | Posicionamientos  | Posicionamientos          | Posicionamientos    | Posicionamientos   | Posicionamientos        | Posicionamientos     | Posicionamientos         |
| Artista principal | Álbum                | Año  | Sencillo                                       | América           | América                   | Europa              | Europa             | Europa                  | Oceanía              | Oceanía                  |
| Artista principal | Álbum                | Año  | Sencillo                                       | Bandera de Canadá | Bandera de Estados Unidos | Bandera de Alemania | Bandera de Francia | Bandera del Reino Unido | Bandera de Australia | Bandera de Nueva Zelanda |
| ----------------- | -------------------- | ---- | ---------------------------------------------- | ----------------- | ------------------------- | ------------------- | ------------------ | ----------------------- | -------------------- | ------------------------ |
| Nelly Furtado     | Loose                | 2006 | "Promiscuous" con Timbaland                    | 1                 | 1                         | 6                   | 15                 | 3                       | 2                    | 1                        |
| Justin Timberlake | FutureSex/LoveSounds | 2006 | "SexyBack" con Timbaland                       | 3                 | 1                         | 1                   | 9                  | 1                       | 1                    | 1                        |
| Justin Timberlake | FutureSex/LoveSounds | 2006 | "My Love" con T.I.                             | —                 | 1                         | 4                   | 10                 | 2                       | 3                    | 1                        |
| Nelly Furtado     | Loose                | 2006 | "Maneater"                                     | 2                 | 16                        | 4                   | 14                 | 1                       | 3                    | 2                        |
| Nelly Furtado     | Loose                | 2006 | "Say It Right"                                 | 5                 | 1                         | 2                   | 1                  | 10                      | 2                    | 1                        |
| Justin Timberlake | FutureSex/LoveSounds | 2007 | "What Goes Around.../...Comes Around"          | 47                | 1                         | 5                   | 5                  | 4                       | 3                    | 3                        |
| Timbaland         | Shock Value          | 2007 | "Give It to Me" con N. Furtado y J. Timberlake | 1                 | 1                         | 3                   | 7                  | 1                       | 16                   | 2                        |
| Nelly Furtado     | Loose                | 2007 | "All Good Things (Come to an End)"             | 5                 | 86                        | 1                   | 6                  | 4                       | 12                   | 12                       |
| Timbaland         | Shock Value          | 2007 | "The Way I Are" con Keri Hilson y D.O.E.       | 1                 | 3                         | 5                   | 2                  | 1                       | 1                    | 2                        |
| 50 Cent           | Curtis               | 2007 | "Ayo Technology" con J. Timberlake y Timbaland | 12                | 5                         | 3                   | —                  | 2                       | 10                   | 1                        |
| Madonna           | Hard Candy           | 2008 | "4 Minutes" con Justin Timberlake              | 1                 | 3                         | 1                   | 2                  | 1                       | 1                    | 3                        |
| Pink              | Funhouse             | 2008 | "Sober"                                        | 8                 | 15                        | 3                   | —                  | 9                       | 6                    | 7                        |

## Equipo de producción
Danja utiliza una computadora portátil, un controlador Edirol MIDI, un Akai MPC4000, un sintetizador Alesis Andromeda A6, un Korg Triton y un Yamaha Motif, según reveló en una entrevista con la revista Remix.